# 성공예감 카운트다운
《성공예감 카운트다운》은 ITV 경인방송의 시사정보 프로그램이다